# West Fork
West Fork is een plaats (city) in de Amerikaanse staat Arkansas, en valt bestuurlijk gezien onder Washington County.

## Demografie
Bij de volkstelling in 2000 werd het aantal inwoners vastgesteld op 2042.
In 2006 is het aantal inwoners door het United States Census Bureau geschat op 2236, een stijging van 194 (9,5%).

## Geografie
Volgens het United States Census Bureau beslaat de plaats een oppervlakte van
8,6 km², geheel bestaande uit land. West Fork ligt op ongeveer 409 m boven zeeniveau.

## Plaatsen in de nabije omgeving
De onderstaande figuur toont nabijgelegen plaatsen in een straal van 24 km rond West Fork.